# Kilimy pirockie

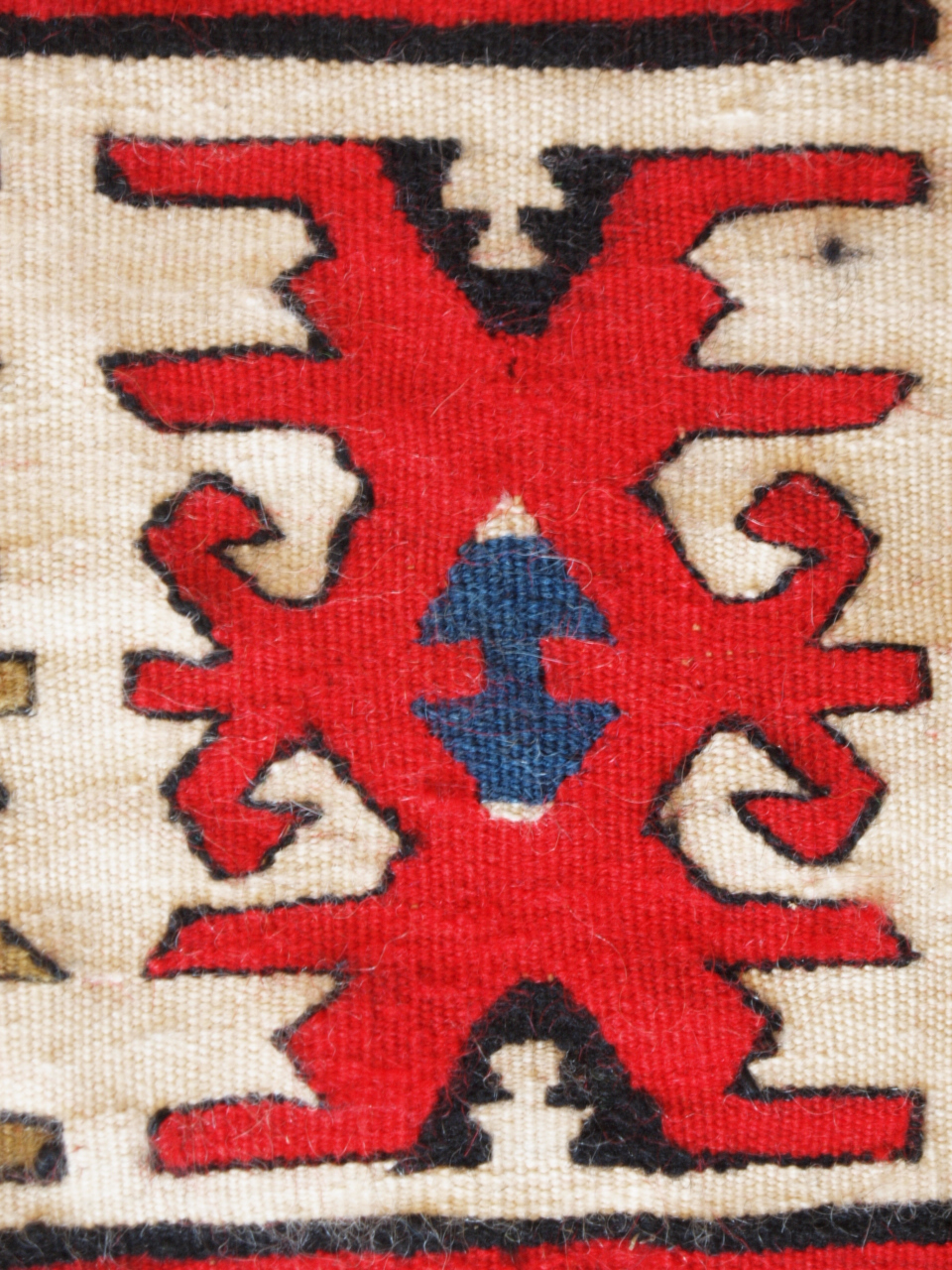
Kilim pirocki – wzór Rašićeva (serb. Rašićeva šara)

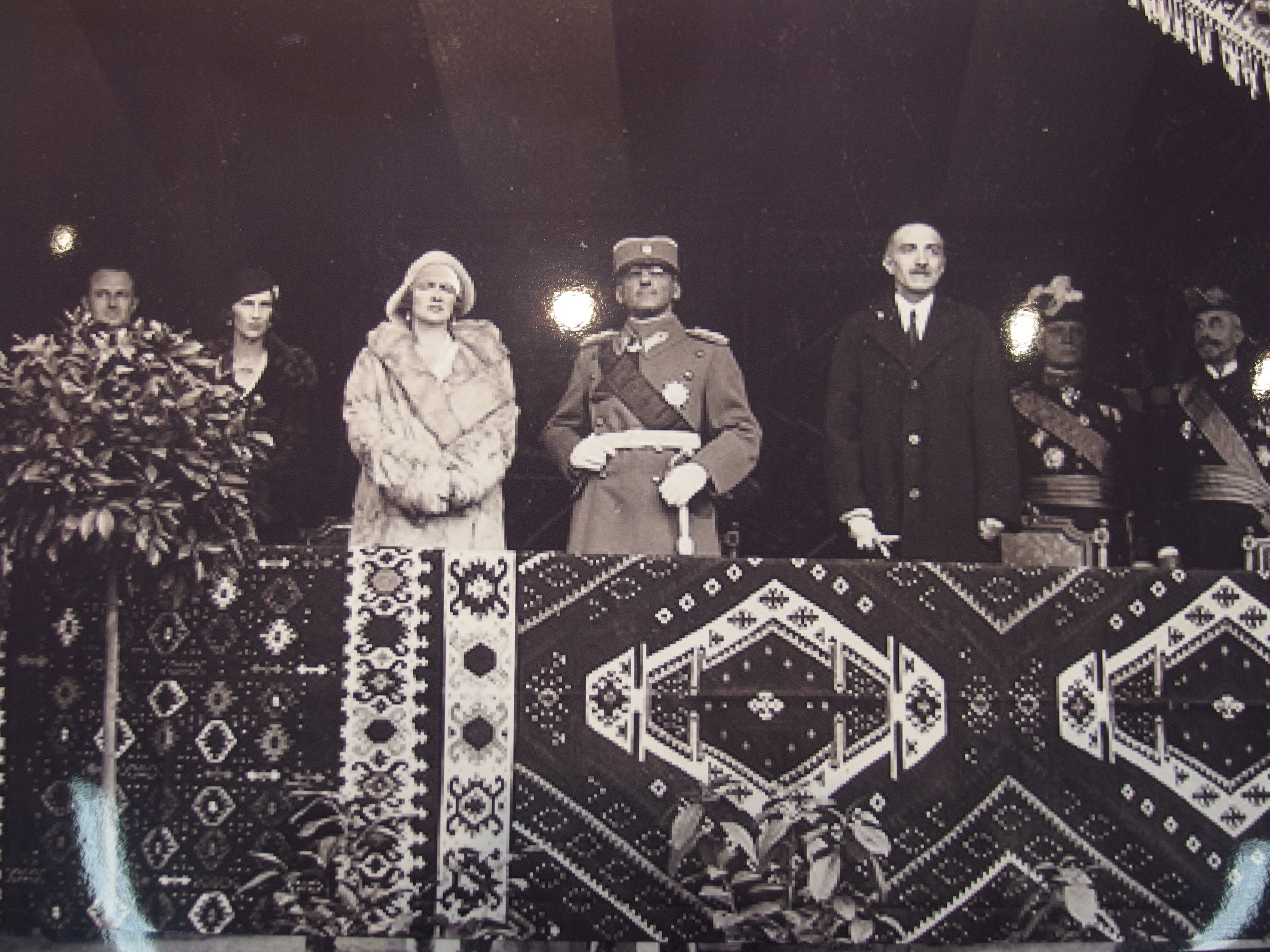
Kilimy z Pirotu ozdabiające lożę pary królewskiej podczas uroczystości 11 listopada 1930 r.

Kilimy pirockie, dywany pirockie (serb. Пиротски ћилим, Pirotski ćilim) – nazwa określająca różne rodzaje dywanów tkanych gobelinowo, tradycyjnie produkowanych w Pirocie, mieście w południowo-wschodniej Serbii. Kilim pirocki jest często określany jako jeden z symboli narodowych Serbii.

## Opis
Tradycja tkania dywanów w Pirocie znana jest od IX wieku n.e. Historycznym centrum produkcji tego rodzaju dywanów jest Pirot, jednak sam typ „kilimu pirockiego” występuje w szerszej historii tkactwa dywanowego na Bałkanach: od współczesnej Bośni po Turcję. Turecka nazwa miasta Pirot, Şarköy, leży u podstaw etymologii nazwy „sarkoj” lub „szarkoj” nadawanej dywanom w tym samym stylu produkowanym we współczesnej Turcji. Tę samą tradycję tkacką utrzymuje również sąsiednie miasto Cziprowci, znajdujące się po drugiej stronie granicy w Bułgarii.
Kilimy pirockie wytwarza się na pionowym krośnie. Są zdobione ornamentami geometrycznymi, roślinnymi (róże, gałązki, wieńce) i figuralnymi (jaszczurki, gołębice, skorpiony, żuki). Współczesne autentyczne gobeliny rozwinęły się pod wpływem orientalnym. Wytwarzanie dywanów w Pirocie zostało wpisane na listę niematerialnego dziedzictwa kulturowego Serbii. Wraz z dywanami z Cziprowci, kilimy z Pirotu są uważane za część regionalnego ośrodka tkactwa dywanowego pochodzącego z górskiego regionu wschodniej Serbii i zachodniej Bułgarii. Przykładem wzorów z ostatniego okresu jest wzór Rašiča (serbska cyrylica: Рашичева шара, zromanizowane: Rašičeva šara), który został oparty na kilimach przywiezionych przez serbskiego generała Mihailo Rašiča.
Inwentaryzacyjny opis kilimów pirockich wyszczególnia 122 ornamenty i 96 różnych typów. Wyroby zostały objęte ochroną serbskiego oznaczenia geograficznego (ang. a geographical indication (GI)) w 2002 roku.
Od 1995 r. w szkołach średnich technicznych w Pirocie prowadzone są zajęcia szkolące przyszłych tkaczy i tkaczki regionalnych kilimów.

Kilimy pirockie znajdują się w serbskich i zagranicznych kolekcjach muzealnych. 

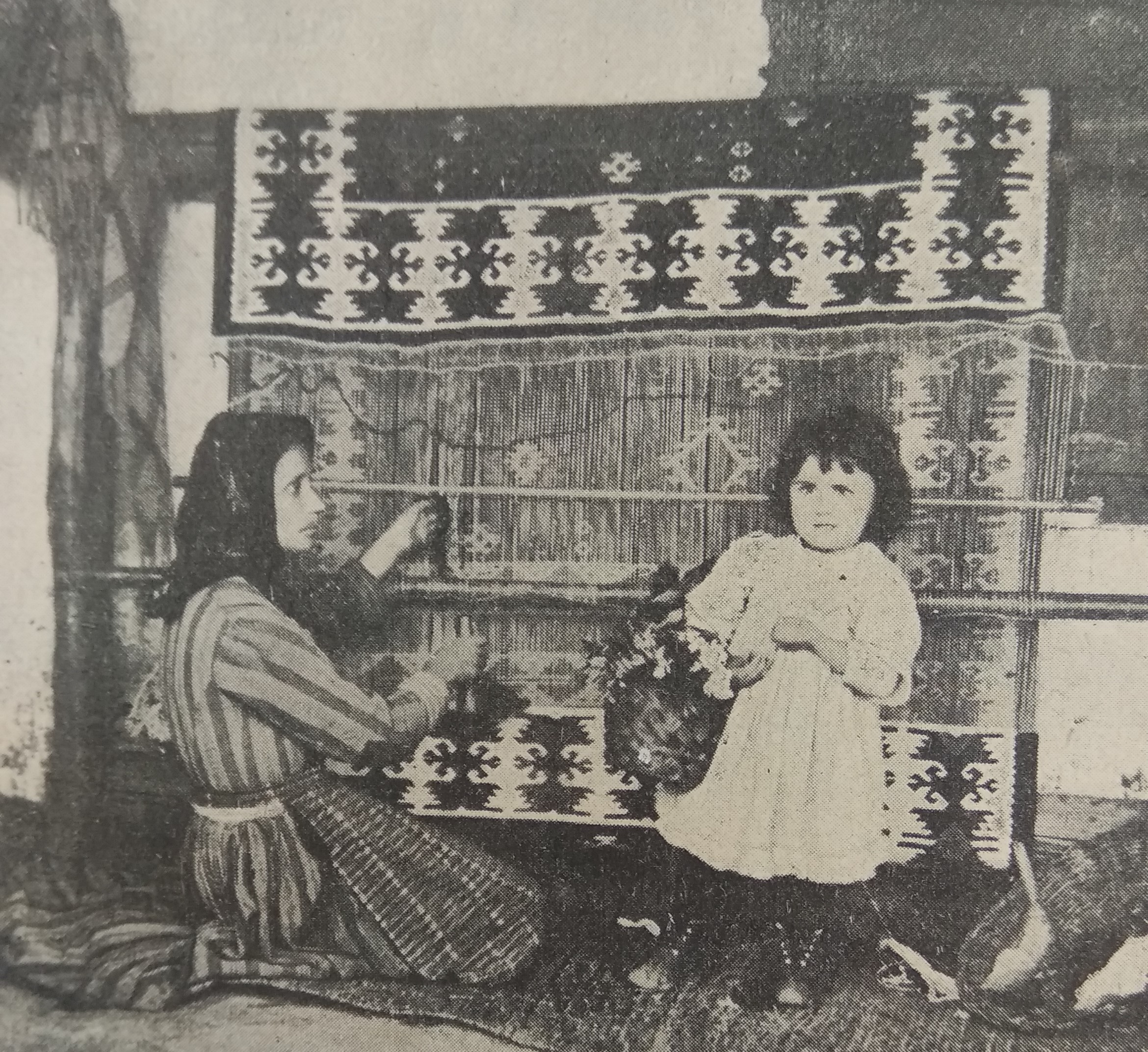
Tkanie kilimu pirockiego – fotografia z czasopisma „Zorica”, 1900 r.

## Ochrona i promocja
Organizacje promujące i chroniące kilimy pirockie:
- „Pirot Kilim Zadruga” – założone w 1902 r.[13]
- Stowarzyszenie „Kilim pirocki” – założone w 1995 r.

- Stowarzyszenie „Grlica” – założone w 2005 r.[14][15]
- „Damsko srce” – założone w 2009 r.[2][16]

## Galeria

Przykłady wzornictwa kilimów pirockich
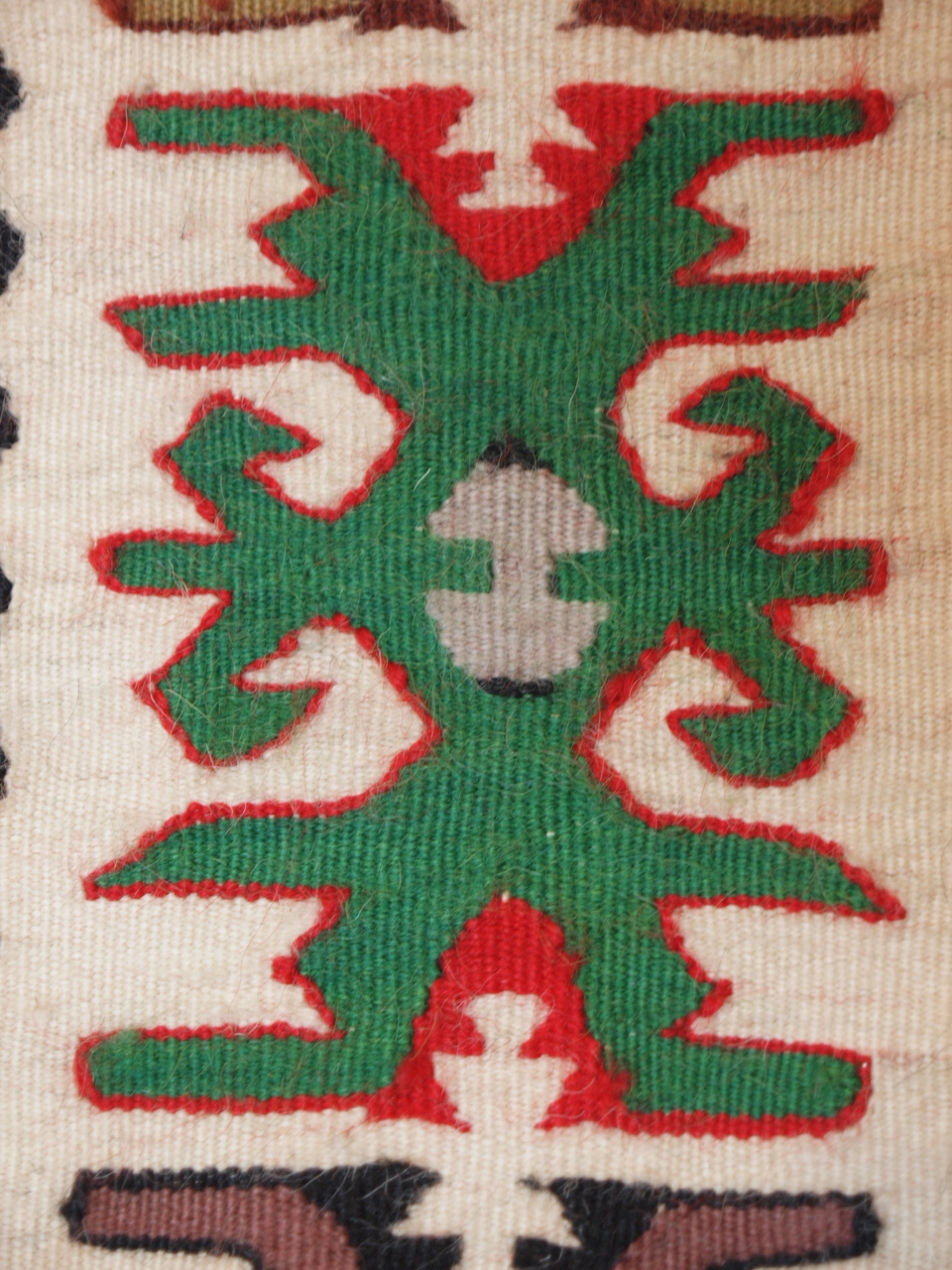
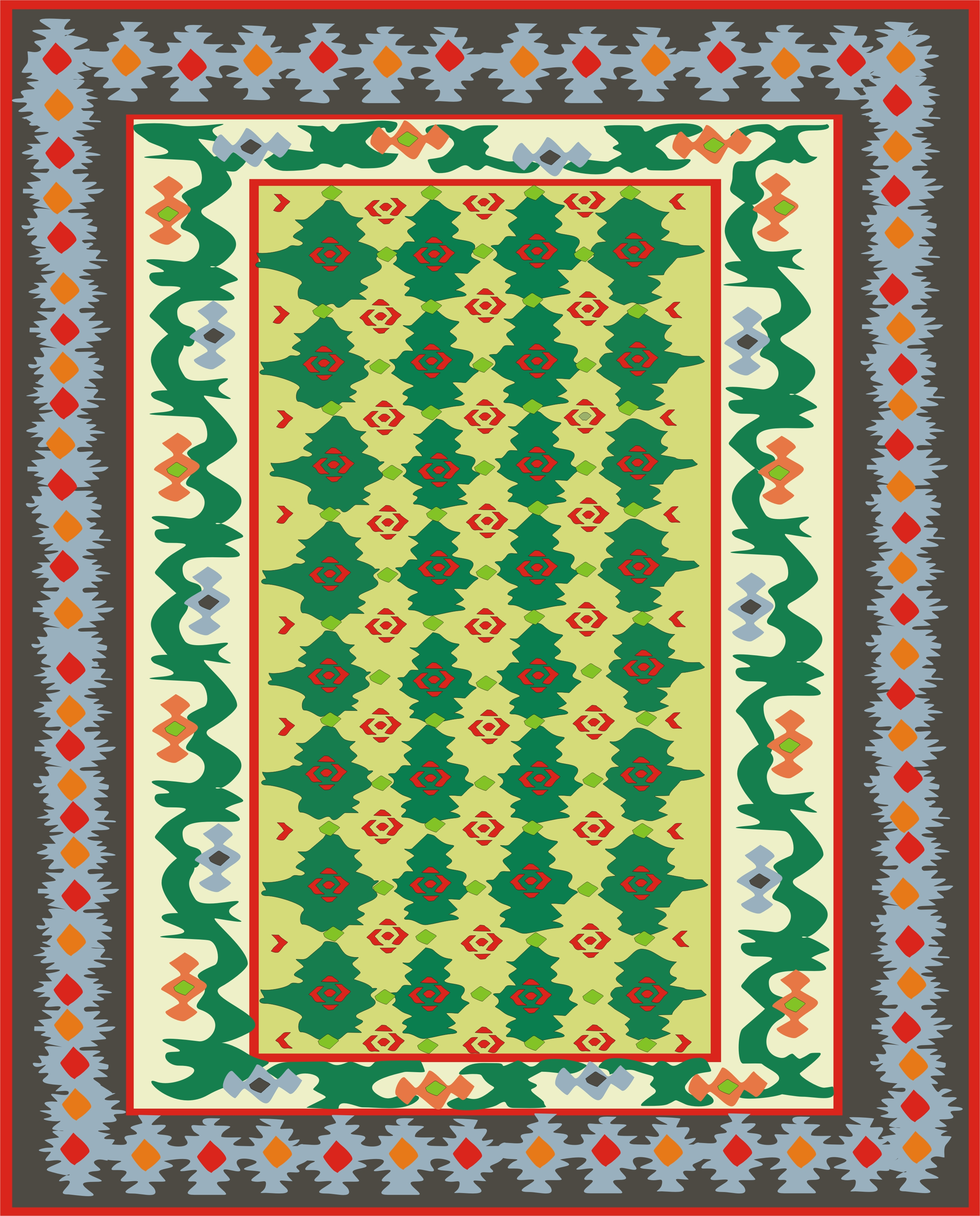
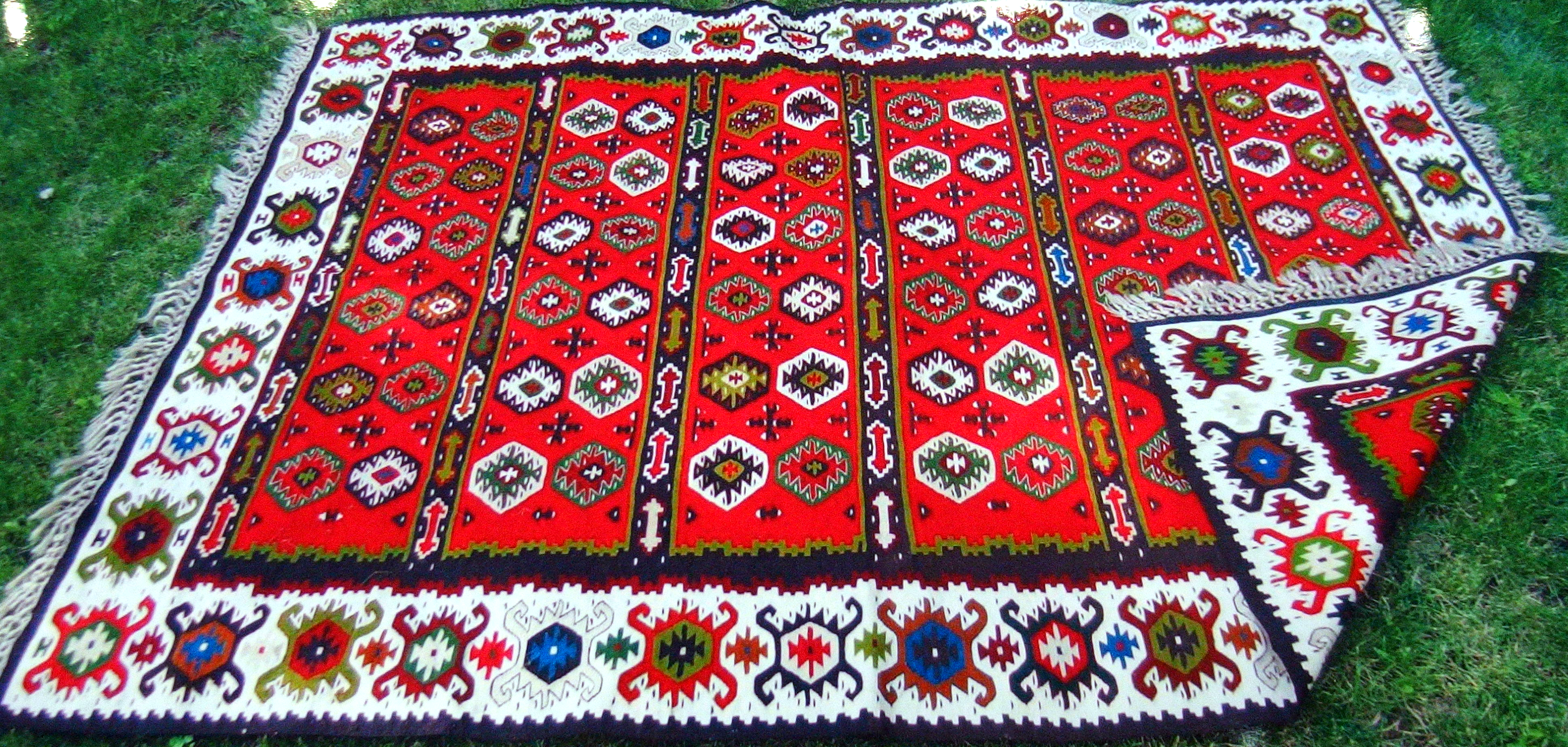
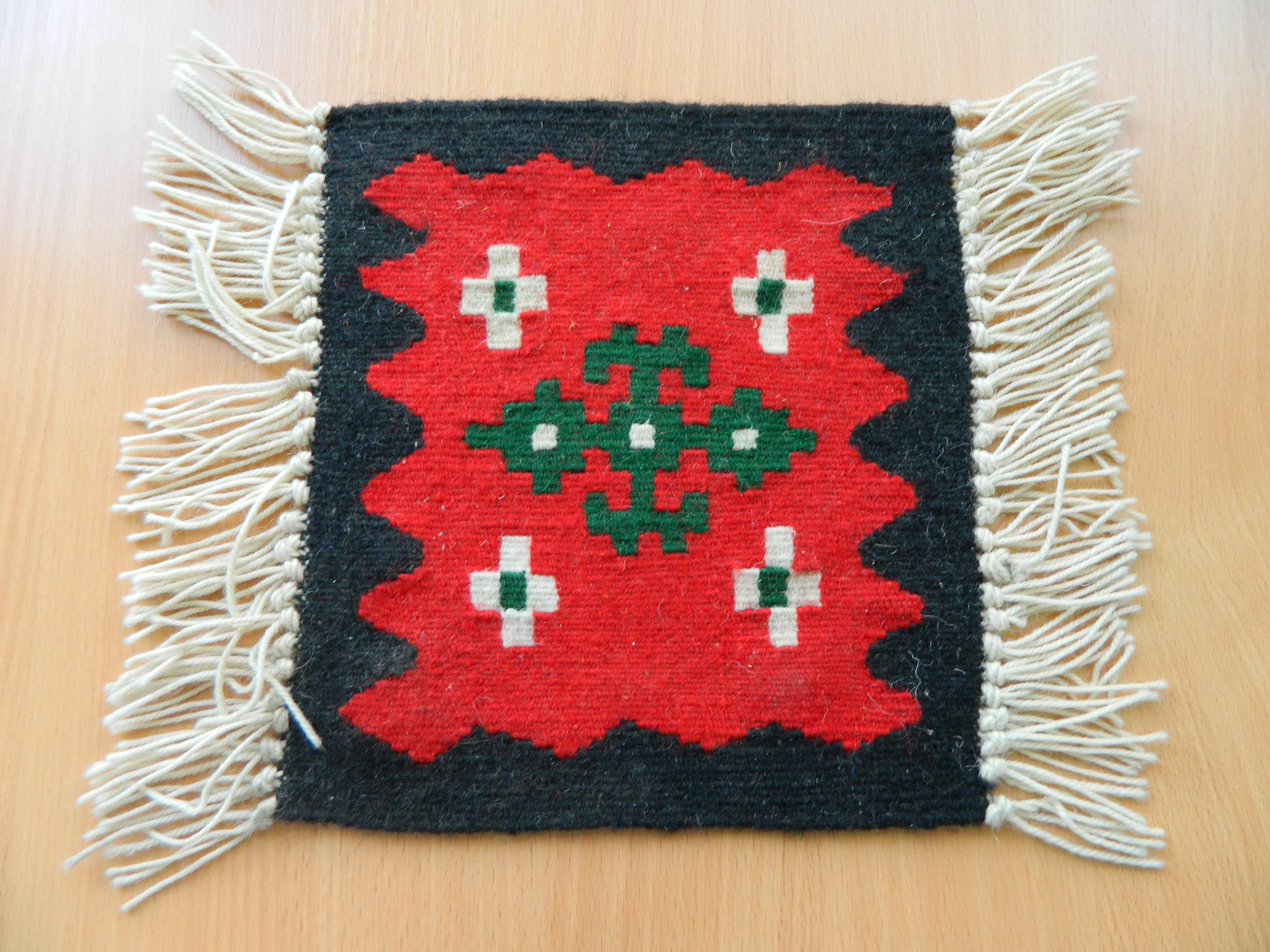
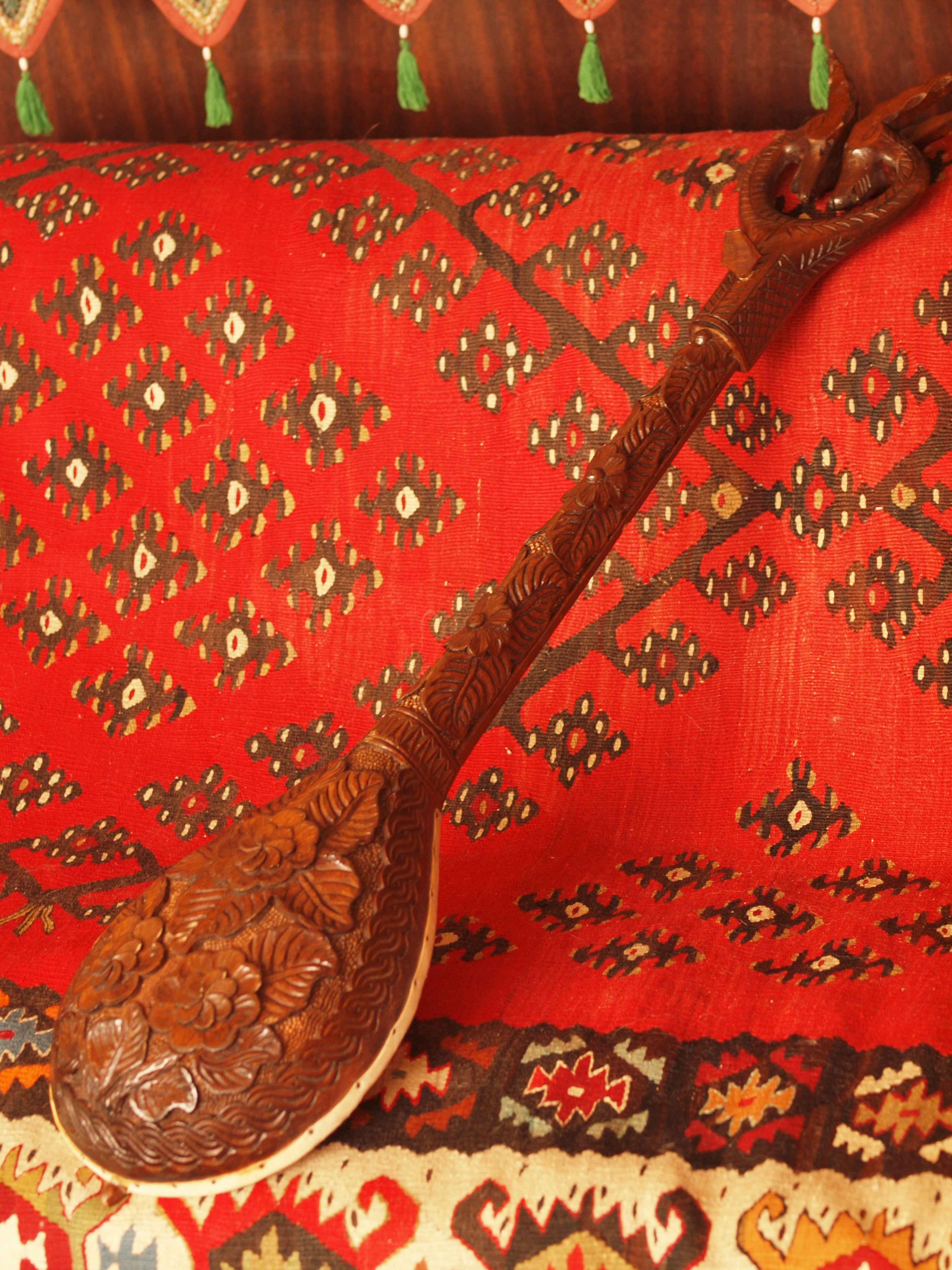
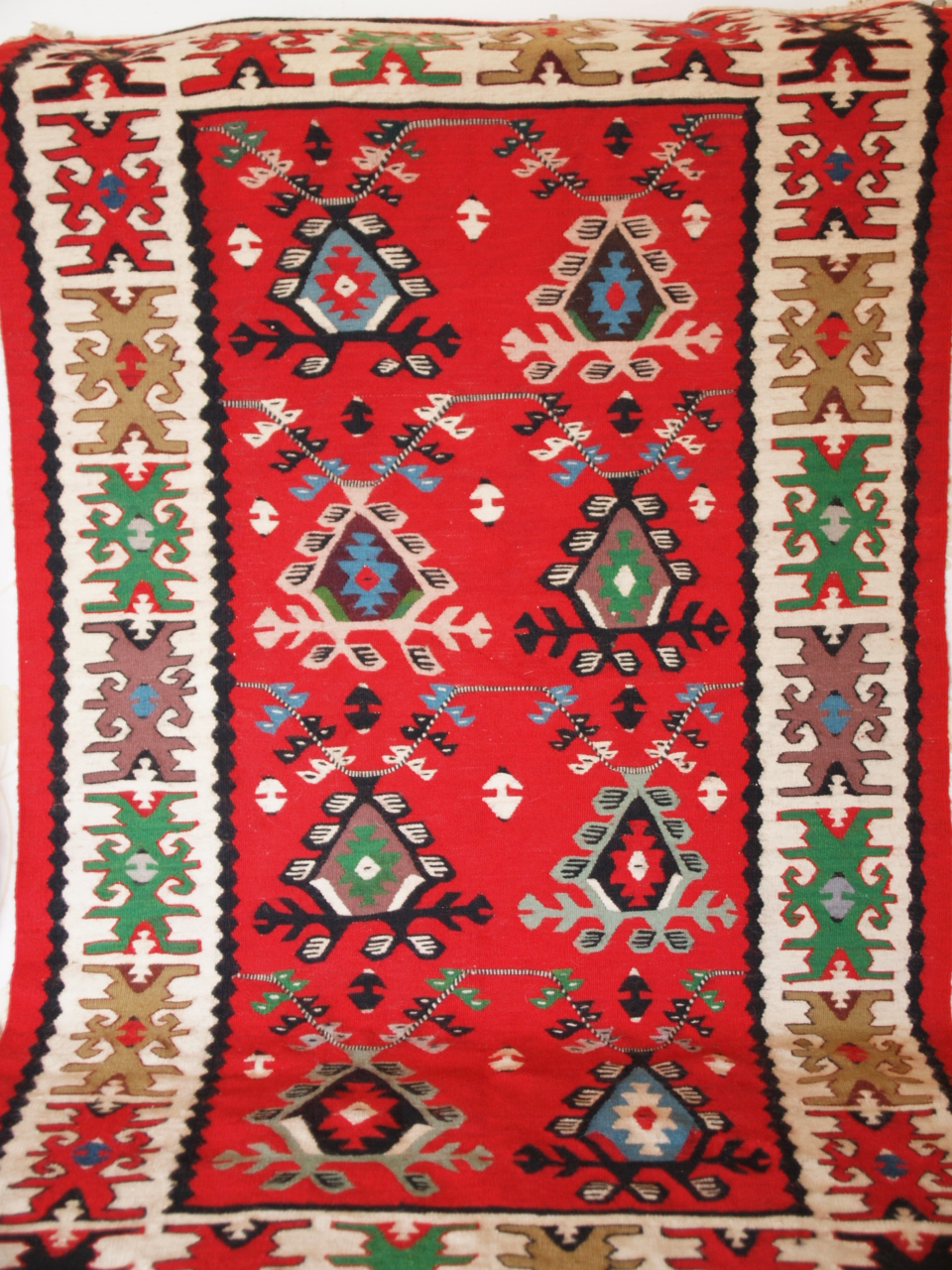